# Suntsow-Kletterratte
Die Suntsow-Kletterratte oder Suntsow-Seidenratte (Hapalomys suntsovi) ist eine Säugetierart aus der Gattung der Asiatischen Kletterratten (Hapalomys) innerhalb der Nagetiere (Rodentia). Sie wurde erst 2017 als eigenständige Art von der Delacour-Kletterratte abgegrenzt und bislang nur in Vietnam nachgewiesen.

## Merkmale
Die Suntsow-Kletterratte erreicht eine Kopf-Rumpf-Länge von 12,7 bis 14,6 Zentimeter und eine Schwanzlänge von 15,0 bis 16,5 Zentimeter. Für das Gewicht liegen keine spezifischen Daten vor. Sie ist damit etwas kleiner als die Langschwanz-Kletterratte (Hapalomys longicaudatus) und entspricht der Delacour-Kletterratte (Hapalomys delacouri), hat jedoch einen längeren Schwanz als diese. Das dichte und weiche Rückenfell ist grau bis grau-braun. Die Bauchseite ist weiß und scharf gegenüber den Rückenfell abgegrenzt. Der Schwanz erreicht 116 % der Kopf-Rumpf-Länge, er ist schwarz und fein beschuppt. Die Behaarung des basalen Schwanzes und der Schwanzquaste ist deutlich verlängert. Die Vorder- und Hinterfüße sind lang und breit, der Daumen ist opponierbar und besitzt einen Nagel anstatt einer Kralle.
Der Schädel ist breit und kompakt gebaut mit kurzem und breitem Rostrum. Er besitzt gut ausgebildete Postorbital- und Temporalkämme und das Schneidezahnfenster ist kurz.
Der Karyotyp der Delacour-Kletterratte besteht aus einem diploiden Chromosomensatz von 2n = 38 Chromosomen.

## Verbreitung
Die Suntsow-Kletterratte ist bislang nur aus dem Nationalpark Bu Gia Map in der Provinz Bình Phước im Süden von Vietnam nachgewiesen. Es ist möglich, dass die Art eine weitere Verbreitung in Vietnam und eventuell auch im Süden von Kambodscha hat.

## Lebensweise
Über die spezifische Lebensweise der Art liegen keine Informationen vor, sie entspricht wahrscheinlich der der Langschwanz- und Delacour-Kletterratte. Sie lebt in tropischen Wäldern in Höhenlagen von etwa 540 Metern und ist dort an natürliche Bambusbestände innerhalb der Waldgebiete gebunden.

## Systematik
Die Suntsow-Kletterratte wird als eigenständige Art innerhalb der Asiatischen Kletterratten (Gattung Hapalomys) eingeordnet, die aus drei Arten besteht. Die wissenschaftliche Erstbeschreibung erfolgte durch die russischen Zoologen Alexei V. Abramov, Alexander E. Balakirev und Viatcheslav V. Rozhnov im Jahr 2017, die die Art anhand von molekularbiologischen Merkmalen gegenüber der Delacour-Kletterratte (Hapalomys delacouri) abgrenzten. Die Arbeitsgruppe um Abramov beschrieb bereits 2012 Unterschiede im Karyotyp verschiedener Populationen innerhalb der Delacour-Kletterratte und stellte die Hypothese auf, dass es sich hierbei um einen Artenkomplex mit mehreren Arten handelt.
Innerhalb der Art werden keine Unterarten unterschieden.
Benannt wurde die Art nach dem russischen Mammalogen Viktor V. Suntsow in Anerkennung seiner zahlreichen Beiträge zur Erforschung von Nagetieren in Vietnam. Von 1992 bis 2010 leitete er die Abteilung des Gemeinsamen Russisch-Vietnamesischen Tropenforschungs- und Technologiezentrums in Ho-Chi-Minh-Stadt.

## Gefährdung und Schutz
Die Art wird von der International Union for Conservation of Nature and Natural Resources (IUCN) bisher nicht gelistet (Stand November 2020).

## Belege
1. 1 2 3 4 5 6 7 8  Suntsov's Marmoset Rat. In: Don E. Wilson, Thomas E. Lacher, Jr, Russell A. Mittermeier: Handbook of the Mammals of the World: Rodents II. Band 7. Lynx Edicions, 2017, ISBN 978-84-16728-04-6; S. 653–654.
2. 1 2 3  A.V. Abramov, A.E. Balakirev, V.V. Rozhnov: New Insights Into the Taxonomy of the Marmoset Rats Hapalomys (Rodentia: Muridae).  Raffles Bulletin of Zoology 65, 2017: 20–28.
3. ↑  Alexei V. Abramov, Vladimir M. Aniskin, Viatcheslav V. Rozhnov: Karyotypes of two rare rodents, Hapalomys delacouri and Typhlomys cinereus (Mammalia, Rodentia), from Vietnam. Zookeys 164, 2012; S. 41–49. doi:10.3897/zookeys.164.1785.